# Gastronomia de Palestina
La gastronomia palestina consisteix en aliments procedents o consumits habitualment pels palestins o a la regió de Palestina, ja sigui a Palestina, Israel, Jordània o camps de refugiats als països propers, o per la diàspora palestina. La cuina és una difusió de les cultures de les civilitzacions que es van establir a la regió de Palestina, especialment durant i després de l'era islàmica, començant amb la conquesta àrab omeia, després els eventuals abbàssides amb influència persa i acabant amb les fortes influències de la cuina turca, el que resulta de l'arribada dels turcs otomans. És similar a altres cuines llevantines, com ara la libanesa, la siriana i la jordana.
Els estils de cuina varien, i els tipus d'estil de cuina i els ingredients utilitzats es basen generalment en el clima i la ubicació de la regió concreta i en les tradicions. L'arròs i les variacions de kibbee són habituals a Galilea. Cisjordània es dedica principalment a menjars més pesats que impliquen l'ús de pa tabun, arròs i carn, i els habitants de la plana costanera freqüenten peix, altres mariscs i llenties. La cuina de Gaza és una variació de la cuina del Llevant, però és més diversa en marisc i espècies. Els habitants de Gaza també consumeixen molt bitxo. Els àpats normalment es mengen a la llar, però el sopar fora s'ha tornat destacat, sobretot durant les festes on se serveixen àpats lleugers com amanides, salses per a untar i broquetes de carn.
La zona també acull nombroses postres, des de les que s'elaboren habitualment fins a les que normalment es reserven per a les festes. La majoria de dolços palestins són pastes farcides de formatges endolcits, dàtils o diferents tipus de fruita seca com ametlles, nous o festucs. Les begudes també podrien dependre de les festivitats, com ara durant el Ramadà, on es consumeixen sucs de garrofa, tamarinde i albercoc al capvespre. El cafè es consumeix durant tot el dia i el licor és poc freqüent entre la població; tanmateix, algunes begudes alcohòliques com l'arak o la cervesa són consumides pels cristians i alguns musulmans.

## Història

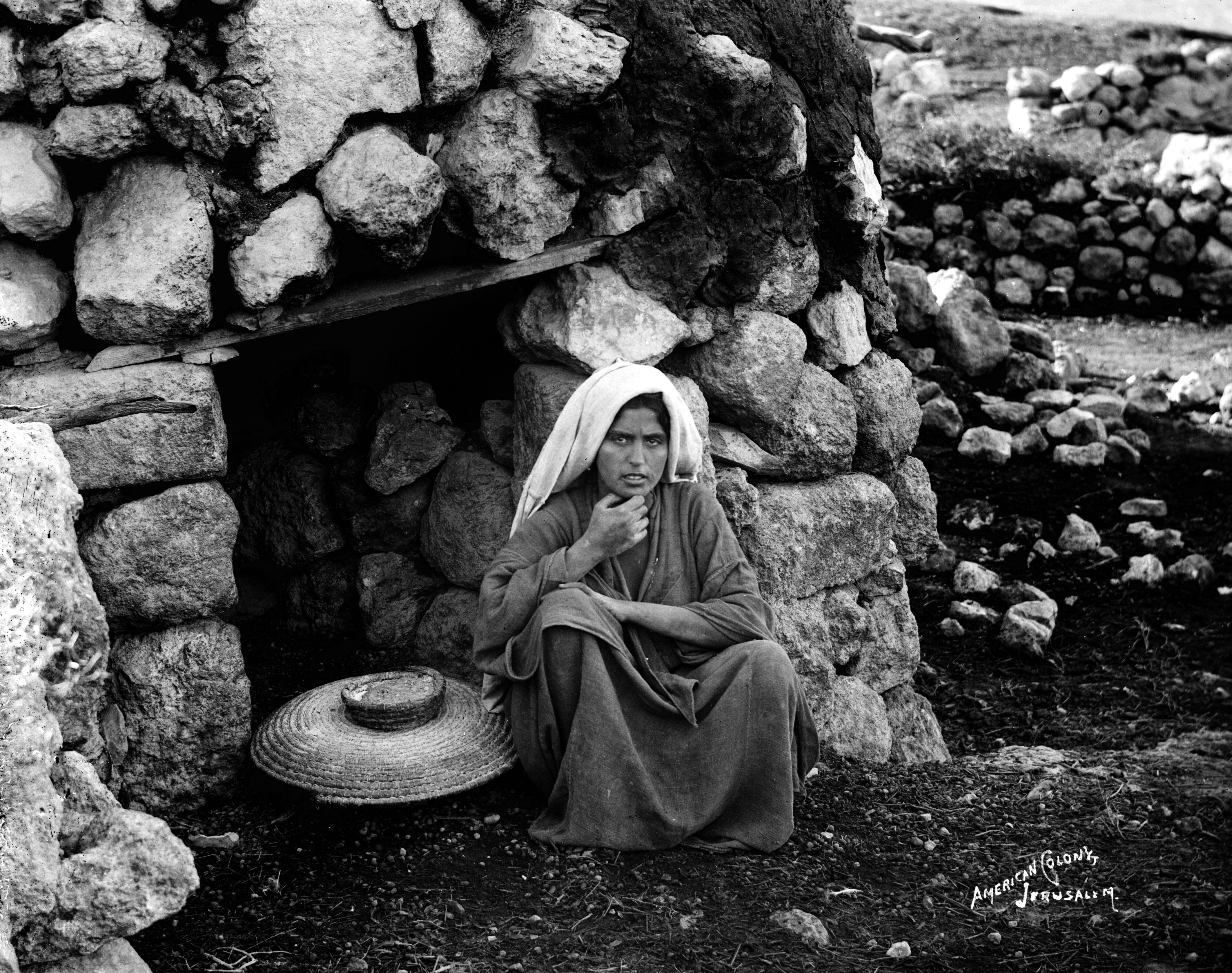
Forn del poble, taboun, a Palestina. Foto presa entre 1898 i 1914 per American Colony, Jerusalem.

La regió del sud del Llevant té un passat variat i, com a tal, la seva cuina compta amb aportacions de diverses cultures.
Després que l'àrea habitada originalment per jueus, edomites, moabites i ammonites fos conquerida pels musulmans al segle VII dC, va passar a formar part d'un Bilad al-Sham sota el nom de Jund Filastin. Per tant, molts aspectes de la cuina palestina són similars a la cuina de Síria, especialment a Galilea. Els plats sirio-palestins moderns han estat influenciats generalment pel domini de tres grans grups islàmics: els àrabs, els àrabs amb influència persa (iraquians) i els turcs.

Els àrabs que van conquerir Síria i Palestina tenien inicialment tradicions culinàries senzilles basades principalment en l'ús d'arròs, xai, iogurt i dàtils. Aquesta cuina no va avançar durant segles fins a l'ascens del califat abbàssida, que va establir Bagdad com la seva capital i va integrar elements de la cuina persa a la cuina àrab existent. El geògraf de Jerusalem Al-Muqaddassí va dir això dels aliments de Palestina:
De Palestina venen les olives, les figues seques, les panses, el fruit de la garrofa... de Jerusalem venen els formatges i les famoses panses de les espècies conegudes com Ainuni i Duri, excel·lents pomes... també pinyons de la mena de Kuraish-bite, i el seu igual no es troba en cap altre lloc... de Sughar i Baysan vénen dàtils, la melassa anomenada Dibs.
La cuina de l'Imperi Otomà —que va incorporar Palestina el 1516— estava formada parcialment pel que s'havia convertit, aleshores, en una cuina àrab "rica". Després de la guerra de Crimea, l'any 1855, moltes altres comunitats, com ara bosnians, grecs, francesos i italians, van començar a establir-se a la zona, especialment en centres urbans com Jerusalem, Jafa i Betlem. Les cuines d'aquestes comunitats van contribuir al caràcter de la cuina palestina, especialment les comunitats dels Balcans.
Fins al voltant de les dècades de 1950-1960, els ingredients principals de la cuina rural palestina eren l'oli d'oliva, l'orenga i el pa cuit en un forn senzill anomenat taboon. L'autor G. Robinson Lees, escrivint l'any 1905, va observar que "El forn no és a la casa, té un edifici propi, propietat conjunta de diverses famílies el deure de les quals és mantenir-lo sempre calent".

## Cuines regionals
Hi ha tres regions culinàries principals a la Palestina històrica: Galilea, Franja de Gaza i Cisjordània (que té les seves pròpies subregions culinàries que van del nord al sud). A Galilea, el bulgur i la carn (carn de vedella o  de xai) són ingredients primaris que sovint es combinen per formar diverses variacions de plats que van des d'un àpat familiar fins a un plat d'acompanyament. Tanmateix, a Cisjordània i a la Franja de Gaza, les poblacions tenen un estil de cuina propi. A Cisjordània, els àpats són especialment pesats i contrasten amb els aliments del nord del Llevant. Els plats principals inclouen arròs, pans i carns rostides. L'aliment bàsic dels habitants de la Franja de Gaza és el peix per la seva ubicació a la costa mediterrània. Les seves influències culinàries també es veuen molt afectades per la cuina tradicional egípcia i el bitxo, les llavors d'anet i els alls són els condiments més comuns. Tot i que la cuina és diversa, en general els palestins no es limiten als aliments de la seva regió específica i hi ha una difusió culinària constant entre ells, tot i que, a causa de l'aïllament de Gaza d'altres zones àrabs palestines i llevantines, els seus estils de cuina són menys coneguts a la regió.

### Galilea
Galilea està molt influenciada per la cuina libanesa, a causa de la gran comunicació entre les dues regions abans de l'establiment d'Israel. Galilea s'especialitza en una sèrie d'àpats basats en la combinació de bulgur, espècies i carn, coneguts com a kibbee pels àrabs. El kibbee bi-siniyee és una combinació de carn picada de xai o vedella barrejada amb pebre, pebre de Jamaica i altres espècies embolicades amb una crosta de bulgur i després cuita al forn. El kibbee bi-siniyee podria servir com a plat principal durant un dinar palestí. El kibbee neyee és una variació de kibbee que se serveix com a carn crua barrejada amb bulgur i una varietat d'espècies. Es menja principalment com a guarnició i el pa de pita o markook s'utilitza per agafar la carn. Les seves restes solen cuinar-se com un àpat diferent l'endemà, com ara boles de kibbee fregides.
Un menjar específic d'arròs, anomenat pilaf, és habitual a Galilea i consisteix en una barreja d'arròs amb xai picat i pinyons aromatitzat amb un assortiment d'espècies, acompanyat d'una cuixa de xai o pollastres sencers. A més, en ocasions especials es mengen una varietat de plats formats per mandonguilles i patates. El shish kebab o lahme mashwi i el shish taouk són carns a la brasa en broquetes i es mengen habitualment després d'una sèrie d'aperitius coneguts com a mezze.

### Cisjordània

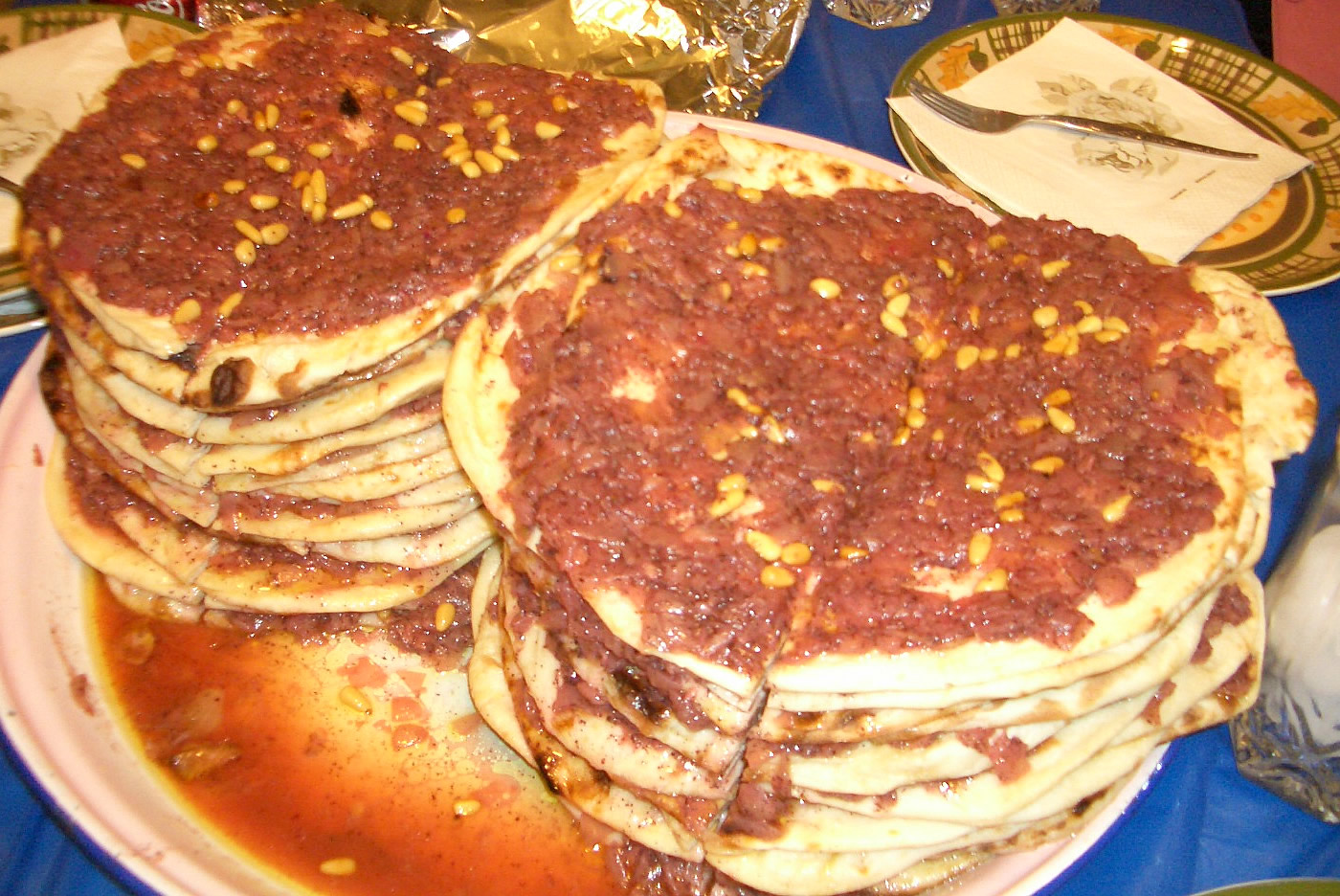
Musakhan

El musakhan és un plat principal comú que es va originar a la zona de Jenin i Tulkarm, al nord de Cisjordània. Consisteix en un pollastre rostit sobre un pa tabun que s'ha cobert amb trossos de ceba dolça fregida, sumac, pebre de Jamaica i pinyons. El maqluba és una cassola d'arròs cap per avall i albergínies al forn barrejada amb coliflor cuita, pastanagues i pollastre o xai. L'àpat és conegut a tot el Llevant però especialment entre els palestins. Es remunta al segle XIII.

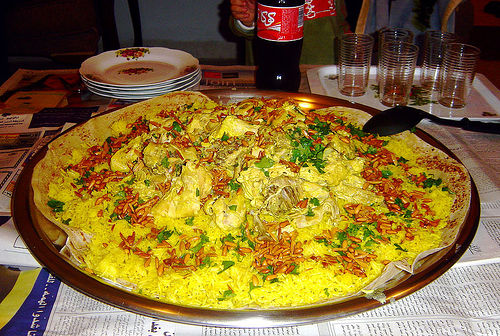
Mansaf

El mansaf és un àpat tradicional a la regió central de Cisjordània i al Naqab al sud de Cisjordània, que té les seves arrels de la població beduïna de Jordània. Es cuina sobretot en ocasions com festivitats, casaments o grans reunions. El mansaf es cuina com una cuixa de xai o trossos grans de xai a sobre d'un pa tabun que normalment s'ha sufocat amb arròs groc. Un tipus de iogurt espès i sec de llet de cabra, anomenat jameed, s'aboca sobre el xai i l'arròs per donar-li el seu sabor i aroma característics. El plat també està guarnit amb pinyons i ametlles cuits. La forma clàssica de menjar mansaf és utilitzar la mà dreta com a estri. Per educació, els participants del festí trenquen trossos de carn per lliurar-los a la persona que té al seu costat.

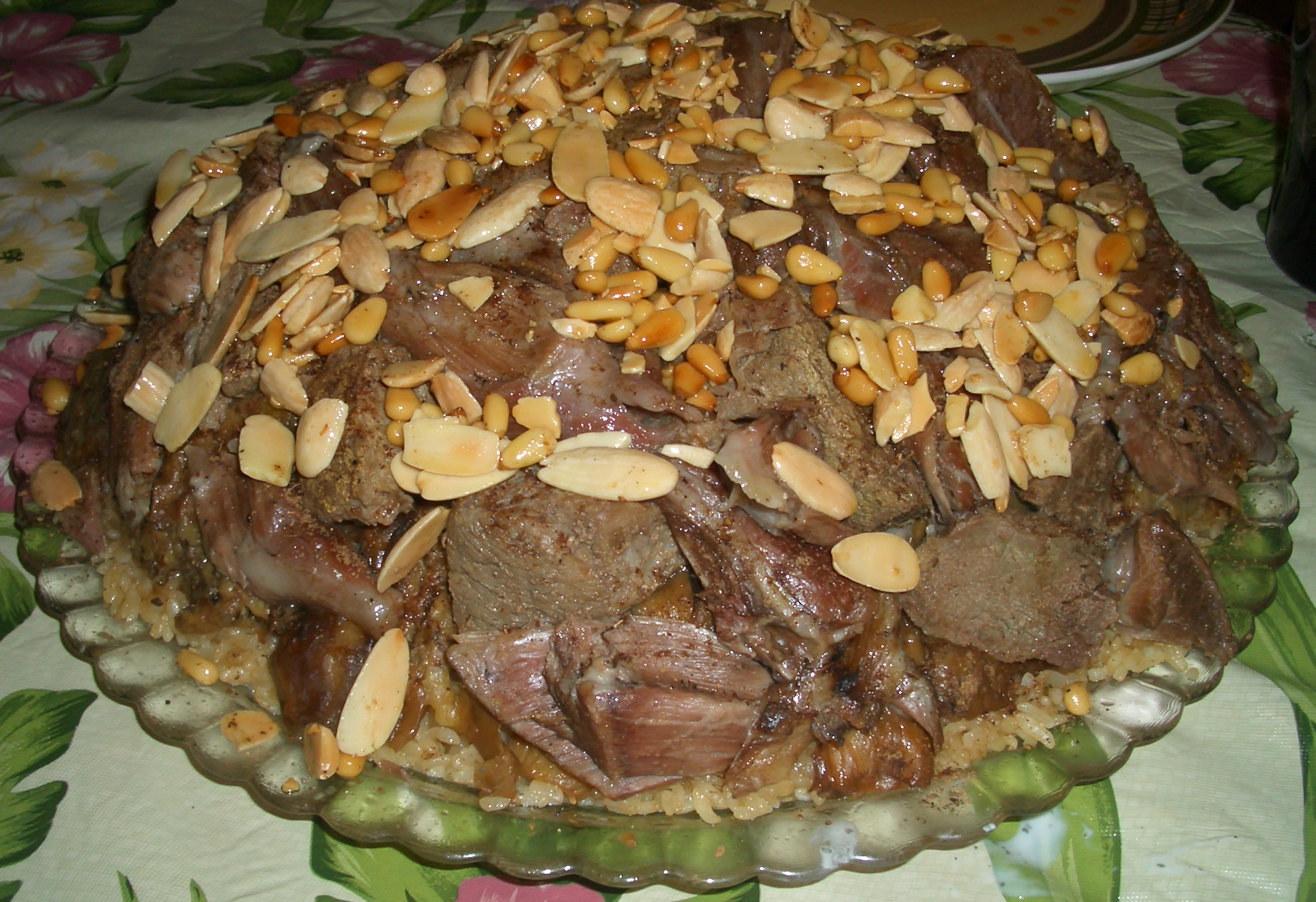
Maqluba amb xai

A més dels àpats, les nombroses subregions de Cisjordània tenen les seves pròpies melmelades de fruita. A la zona d'Hebron, el conreu primari és el raïm. Les famílies que viuen a la zona cullen el raïm a la primavera i l'estiu per produir una varietat de productes que van des de panses, melmelades i una melassa coneguda com a dibs. La zona de Betlem (Beit Jala i Jifna en particular), és coneguda regionalment pels seus albercocs i melmelada d'albercocs, així com la zona de Tulkarm per les seves olives i oli d'oliva.

### Gaza
La cuina de la Franja de Gaza està influenciada tant pel veí Egipte com per la seva ubicació a la costa mediterrània. L'aliment bàsic per a la majoria dels habitants de la zona és el peix. La Franja de Gaza té una important indústria pesquera i el peix sovint se serveix a la planxa o fregit després d'haver estat farcit de coriandre, all, pebrot vermell i comí i marinat amb una barreja de coriandre, pebrot vermell, comí i llimones picades. A més del peix, així com d'altres tipus de marisc, els estils de cuina de Gaza es veuen afectats per les influències culinàries egípcies. Això inclou generalment l'ús de pebrots picants, alls i bledes per aromatitzar molts dels seus àpats. El zibdieh és un plat fet amb cassola de fang que consisteix en gambes al forn en un guisat d'oli d'oliva, all, pebrot picant i tomàquets pelats. Els crancs es couen i després s'omplen amb una pasta de pebre vermell picant anomenada shatta.

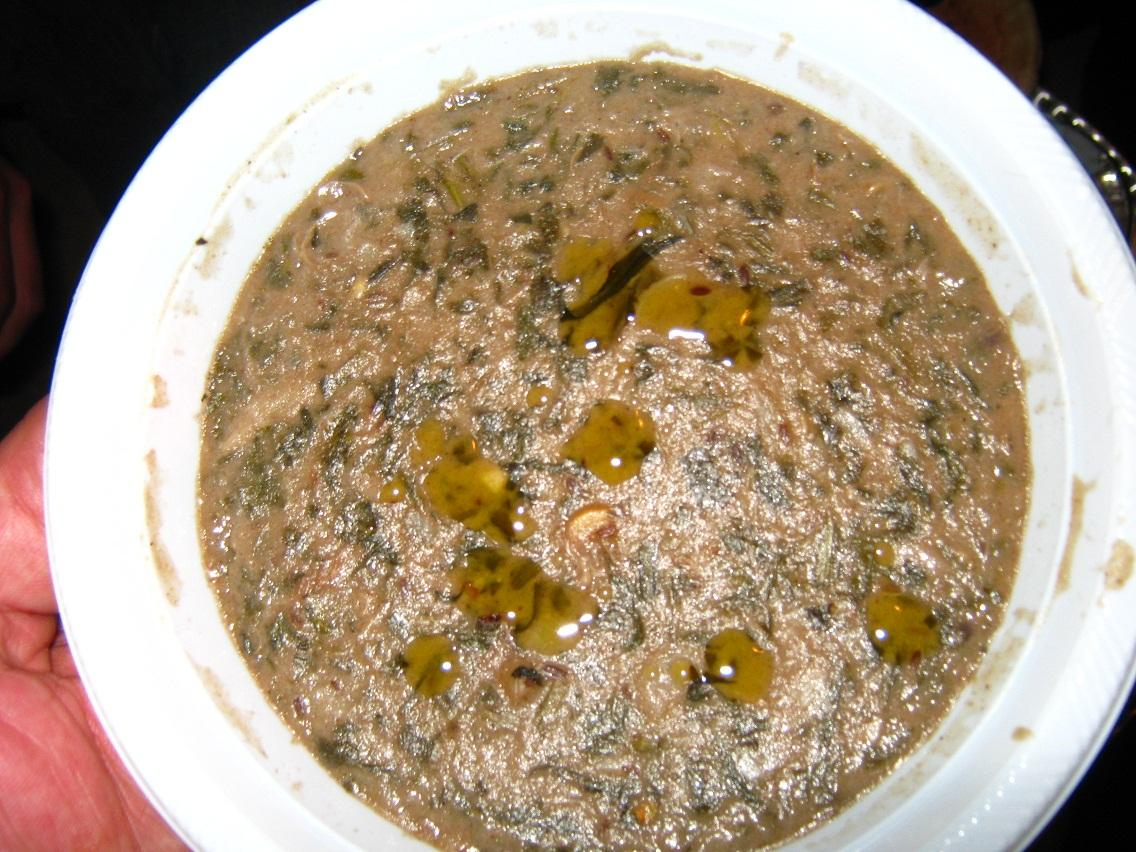
Sumaghiyyeh

Un plat originari de la zona de Gaza és el sumaghiyyeh. El menjar consisteix en sumac mòlt mullat amb aigua i barrejat amb tahina. La barreja s'afegeix a les bledes tallades a talls i trossos de vedella estofada i cigrons i, a més, s'aromatitza amb llavors d'anet, all i pebrot picant. Sovint es menja fresc amb khubz. El rummaniyya depèn de l'època particular de l'any i es compon de llavors de magrana no madures, albergínies, tahina, all, pebrot picant i llenties. El fukharit adas és un guisat de llenties cuinat a foc lent i aromatitzat amb escates de pebrot vermell, llavors d'anet triturades, all i comí, fet tradicionalment durant l'hivern i principis de primavera.
La qidra és un plat d'arròs que porta el nom del gran recipient de fang i el forn de fang que s'utilitza per coure. Al forn, l'arròs es cuina amb trossos de carn, sovint xai, grans d'all sencers, cigrons, beines de cardamom i diverses altres espècies com la cúrcuma —que li dóna un color groc— canyella, pebre de Jamaica, nou moscada i comí. L'arròs senzill cuinat amb brou de carn o de pollastre i aromatitzat amb espècies suaus, inclosa la canyella, es coneix com a fatteh ghazzawiyyeh. L'arròs es posa en capes sobre un pa de markook prim conegut com farasheeh, sufocat amb ghee (una variació egípcia de la mantega) i cobert amb pollastre o xai farcits. El plat es menja amb pebrots verds i salsa de llimona.

## Tipus d'àpats

### Menjars de pa

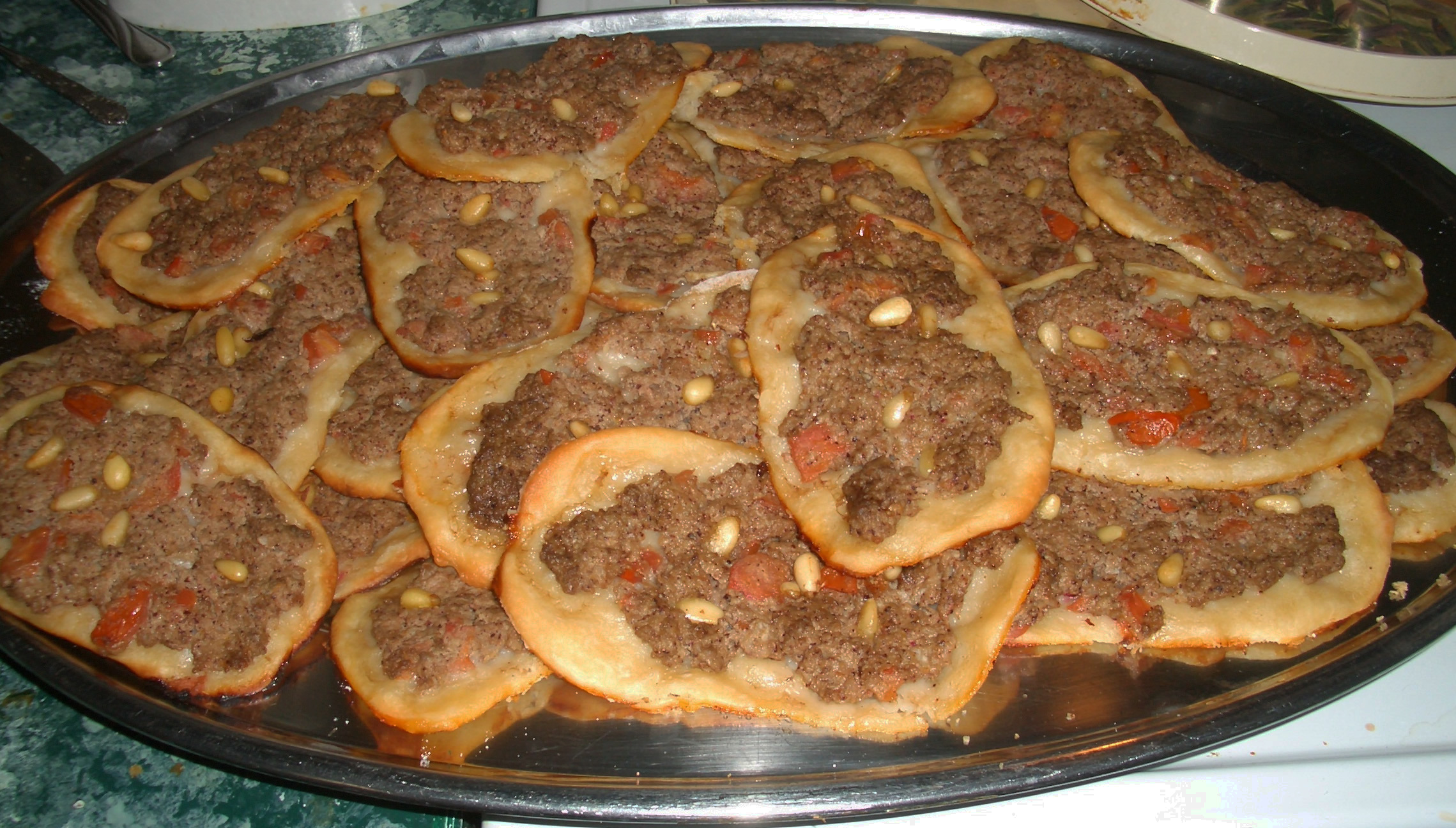
Sfiha

Els palestins couen una varietat de diferents tipus de pans: inclou khubz, pita i markook i taboon. El khubz és un pa d'ús diari i és molt semblant a la pita. Sovint ocupa el lloc dels coberts; es trenca en trossos de la mida d'una mossegada i s'utilitza per agafar diverses salses com hummus o ful. El pa markook és un pa àzim prim com un paper i quan es desplega és gairebé transparent. El taboon rep el seu nom dels forns utilitzats per coure'ls.
Hi ha diversos tipus d'entrepans i aliments semblants a la pizza que mengen els palestins, com ara manaeesh, sfiha, fatayer i shawarma. El manaeesh és un pa pla cuit, generalment cobert amb za'atar i oli d'oliva; el simboseh i el fatayer són masses al forn o de vegades fregides farcides de carn picada i ceba cuita o snobar (pinyons). El fatayer es plega generalment en triangles i, a diferència del simboseh, es podria omplir d'espinacs o za'atar.
La sfiha és un pa pla en miniatura al forn, cobert amb xai i pebrots vermells o tomàquets cuits. El shawarma se serveix principalment en un rotllo llarg de khubz embolicat al voltant de xai o pollastre laminat acompanyat de naps i cogombres en escabetx, tomàquets, cebes i tahina. El shawarma també es pot servir com a làmines de xai en un plat amb tahina com a guarnició. Els falàfels són faves fregides o, de vegades, hummus, julivert i ceba fregits junts en petites empanades. Normalment se serveixen i es mengen embolicats amb khubz.

### Mahashi

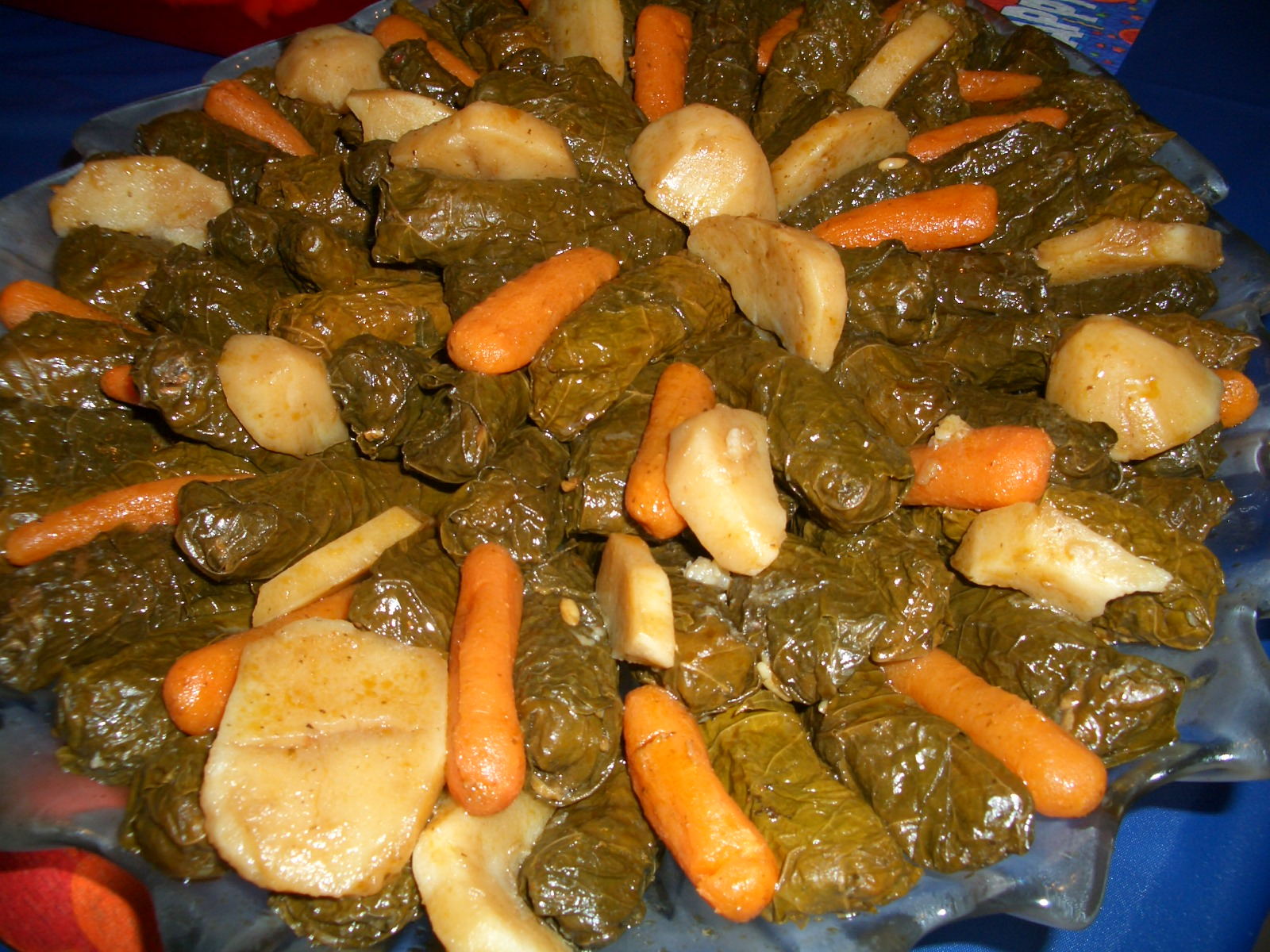
Una ració familiar de waraq al-'ainib

Els plats mahashi es componen de verdures farcides com albergínies, carabasses, patates, pastanagues i carbassons, així com una varietat de fulles de verdures, principalment fulles de vinya, de col i menys sovint de bledes. El mahashi requereix delicadesa i temps, la principal raó per la qual es prepara abans del dia que es cuina i se serveix. Moltes dones de la família participen en l'enrotllament i farcit de les verdures, relaxant la quantitat d'esforç individual requerit.
El waraq al-'ainib (conegut com a dolma als països occidentals i als Balcans), és un menjar mahashi reservat per a grans reunions. Es tracta de fulles de vinya que normalment s'emboliquen al voltant de carn picada, arròs blanc i tomàquet tallat a daus; tanmateix, no sempre s'utilitza carn. Després es cuina i se serveix com a desenes de farcellets en un plat gran, normalment acompanyat de rodanxes de patata bullides, pastanagues i trossos de xai. Els kousa mahshi són carbassons farcits amb els mateixos ingredients que el waraq al-'ainib i se solen servir juntament amb àpats pesats. Si es fa amb un gran nombre de carbassons es coneix com waraq al-'ainib wa kousa.

### Salses de sucar i guarnicions

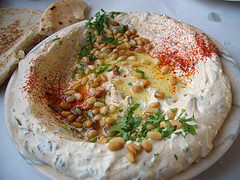
Un plat de hummus, guarnit amb pebre vermell, oli d'oliva i pinyons

Les salses de sucar i els guarnicions  com hummus, baba ghanoush, mutabbel i labeneh se serveixen amb freqüència durant l'esmorzar i el sopar. El hummus, la paraula àrab per als cigrons, es fa habitualment com a hummus bi tahini. Els palestins posen en remull els cigrons amb aigua durant la nit i després els bullen en una olla durant almenys una hora. Els cigrons molts resultants es barregen amb tahini (pasta de sèsam) i de vegades suc de llimona. Sovint es cobreix amb oli d'oliva i, de vegades, s'empolvora amb paprika, orenga i pinyons, tot i que aquest últim s'utilitza especialment a Cisjordània. La ciutat d'Abu Ghosh, a l'oest de Jerusalem, és una destinació popular de hummus per als israelians i els turistes. L'hummus també es pot barrejar, bullir o cuinar amb ful (faves) i dona com a resultat un plat completament diferent anomenat mukhluta, que té un sabor diferent i un color marronós.
El baba ghanoush és una amanida o puré d'albergínia amb diverses variants. L'arrel de totes les variants és el puré d'albergínia a la brasa amb tahini cobert amb oli d'oliva, que després es pot aromatitzar amb all, ceba, pebrot, llavors de comí mòlt, menta i julivert. El mutabbel és una de les variants més picants, que rep el seu gust picant del bitxo verd.

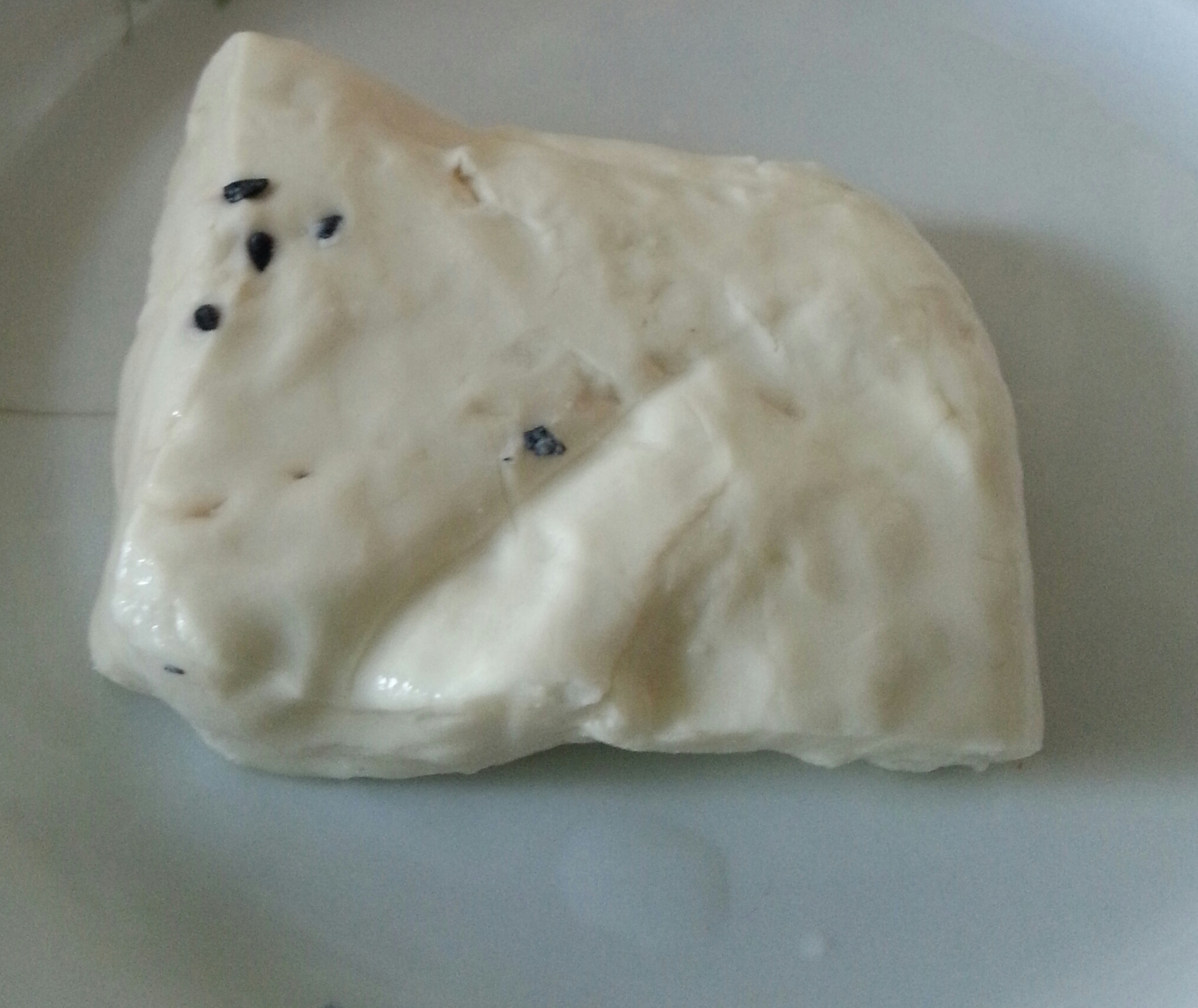
Formatge nabulsi

El jibneh arabieh o jibneh baida és un formatge de taula blanc servit amb qualsevol dels plats anteriors. El formatge ackawi és una variació comuna de jibneh baida. El formatge ackawi té una textura més suau i un gust salat suau. Es va originar a la ciutat d'Akka (de la qual prové el nom d'ackawi), a Galilea. El labaneh és un formatge cremós pastós semblant al iogurt que es serveix en un plat amb oli d'oliva i za'atar —que generalment s'anomena labeneh wa za'atar— o en un entrepà khubz.

### Amanides

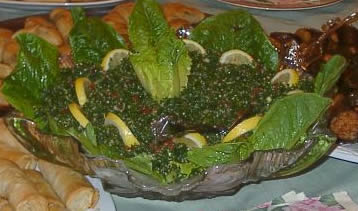
Tabbouleh amb enciam i rodanxes de llimona

Una amanida de taula d'estil mediterrani feta al Llevant és el tabbouleh. L'amanida està feta de trossos de julivert, bulgur, tomàquets tallats a daus i cogombre i se salteja amb suc de llimona i vinagre. L'any 2006, els cuiners palestins van preparar el bol de tabbouleh més gran del món a la ciutat de Ramal·lah a Cisjordània. El fattoush és una combinació de trossos de khubz i julivert amb cogombre picat, raves, tomàquets i ceba tendra i aromatitzat amb sumac. La dagga és una amanida de Gaza feta generalment en un bol de fang i és una barreja de tomàquets triturats, grans d'all, pebrot vermell picant, anet picat i oli d'oliva. Es condimenta amb suc de llimona immediatament abans de servir-lo.

### Dolços

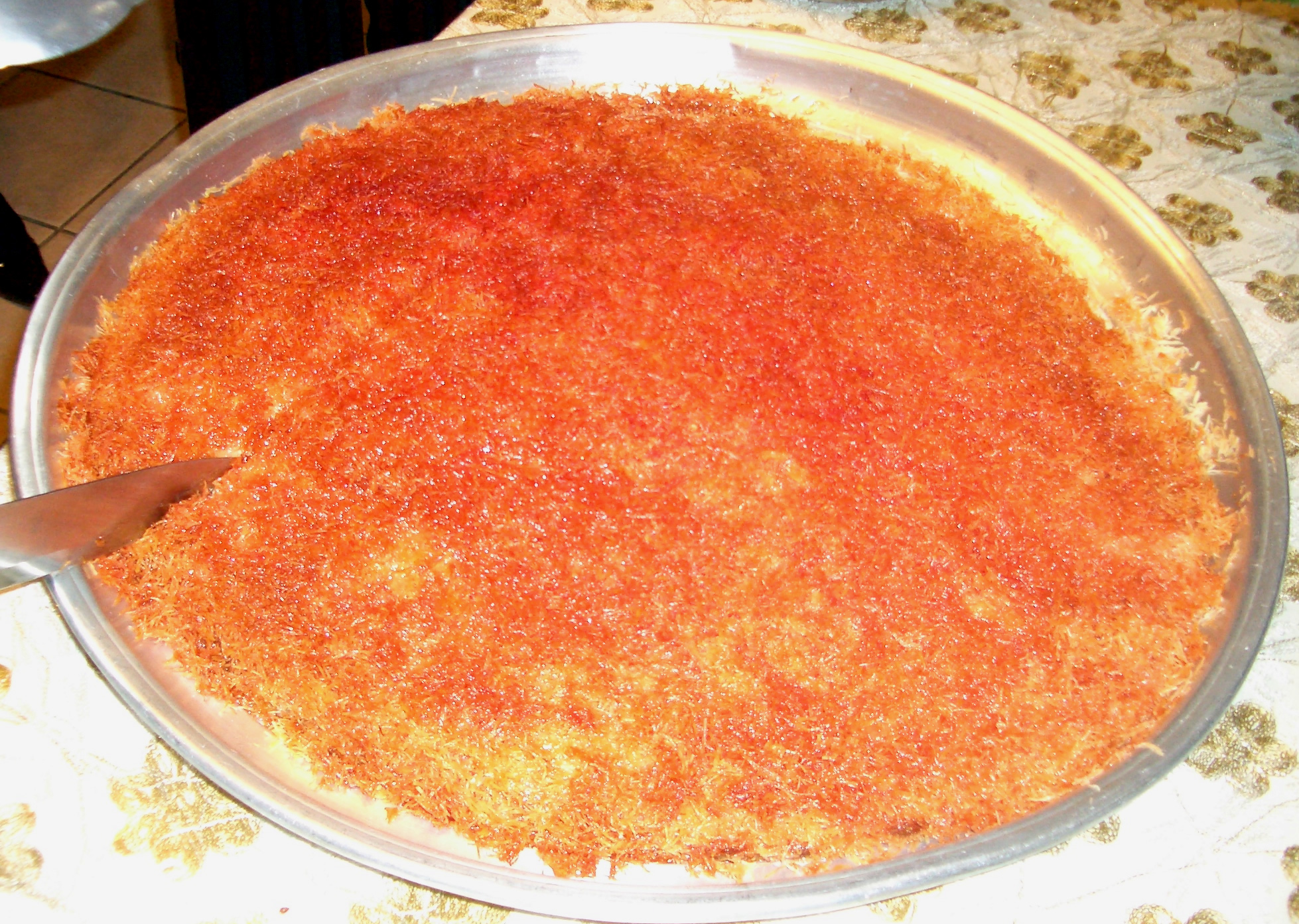
Kanafeh

Les postres palestines inclouen baklawa, halawa i kanafeh, així com altres pastisseries de sèmola i blat. La baklawa és un pastisset fet de làmines fines de massa de farina sense llevat, farcida de festucs i nous endolcits amb mel. La halawa és una confecció en bloc de farina de sèsam endolcida que se serveix en trossos a rodanxes. El muhalabiyeh és un púding d'arròs fet amb llet i cobert amb festucs o ametlles.
El kanafeh, unes postres molt conegudes al món àrab i a Turquia, es va originar a la ciutat de Nablus, al nord de Cisjordània. Està fet de diversos trossos de fideus fins de pastisseria amb formatge endolcit amb mel al centre. La capa superior de les postres sol tenyir-se de taronja amb colorant alimentari i amb festucs triturats escampats al damunt. Nablus és famosa pel seu kanafeh, en part a causa del seu ús d'un formatge en salmorra blanca anomenat nabulsi en nom de la ciutat. El sucre bullit s'utilitza com a xarop per al kanafeh.

### Aperitius
És habitual que els amfitrions palestins serveixin fruita fresca i dessecada, fruita seca, llavors i dàtils als seus convidats. Les llavors de síndria, de carabassa i de gira-sol rostides i salades, així com els festucs i els anacards, són llegums comuns. Les llavors de síndria, conegudes com a bizir al-bateekh, es mengen regularment durant diverses activitats lúdiques: jugar a cartes, fumar nargila, conversar amb els amics o abans i després dels àpats.

## Estructura dels àpats

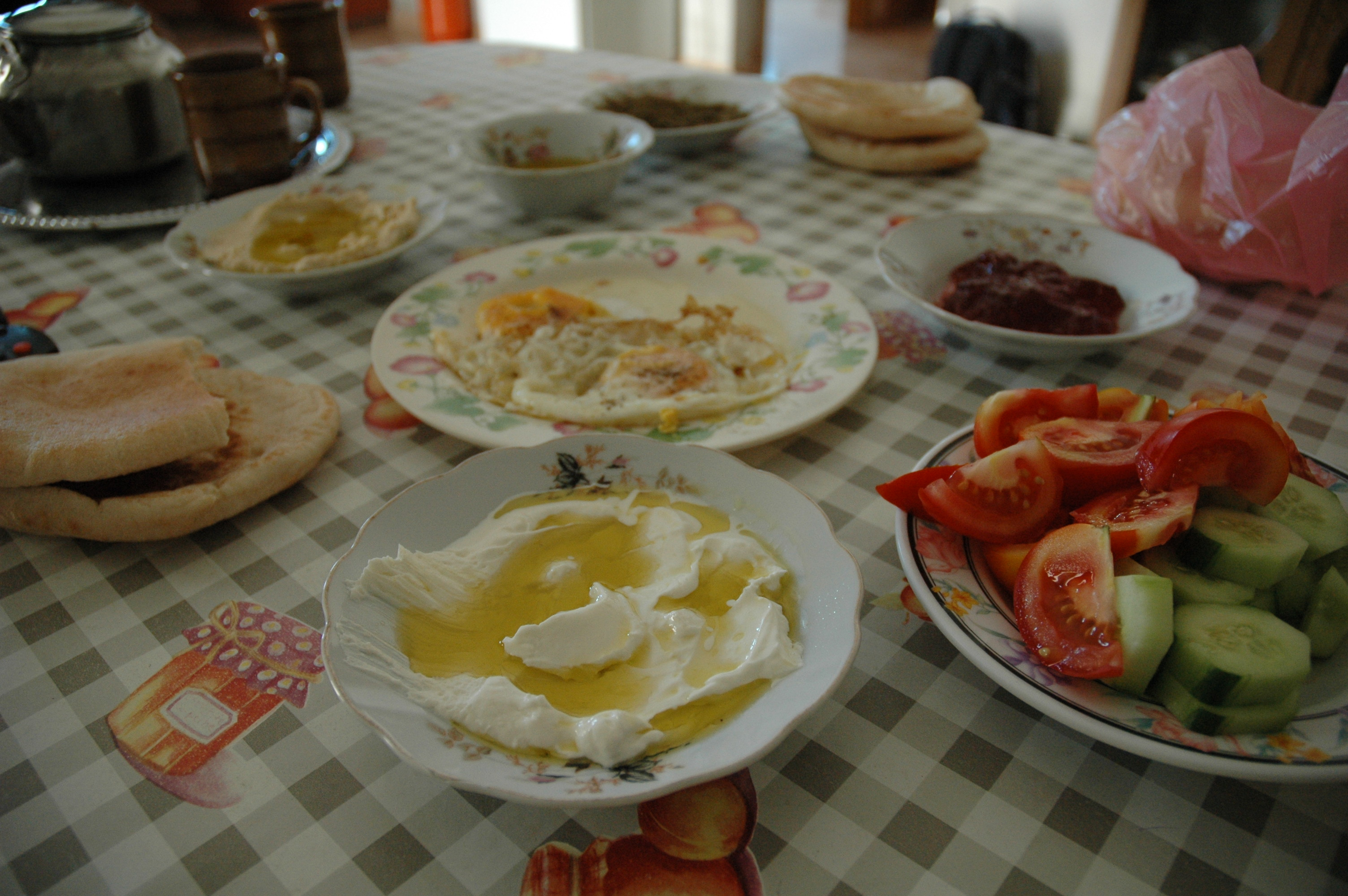
Un esmorzar palestí tradicional

La cultura i la vida palestines giren al voltant del menjar en tots els aspectes, ja sigui un dia normal o una ocasió especial com un casament o una festa. Els àpats estan estructurats en un ordre cíclic pels palestins i es divideixen en dos plats principals i diversos d'intermedis com cafè, fruites i dolços, així com el sopar. Com en la majoria de les cultures àrabs, els àpats són un moment per passar amb la família i poden durar entre 1 i 2 hores depenent de l'hora específica del dia. A diferència d'altres cultures, el dinar és l'àpat principal i l'esmorzar i el sopar són de contingut més lleuger.
- Iftur (lit. 'esmorzar') — és un terme per a l'esmorzar, que generalment consisteix en ous ferrats, olives, labaneh, oli d'oliva o melmelades. L'hummus bi-tahini també es menja principalment durant aquest moment del dia.[23]

- Gheda — és un terme pel dinar, normalment a última hora de la tarda. El dinar és l'àpat més pesat del dia i els ingredients principals podrien incloure arròs, xai, pollastre, verdures cuites i formes de mahashi.[8][23]

- Asrooneh — deriva de la paraula 'aasr (lit. 'tarda') és un terme per al consum d'una varietat de fruites i llegums després del gheda.[23]

- 'Asha — és un terme per al sopar, que se sol menjar en qualsevol moment de 8 a 10 del vespre. L'asha és més senzill que el gheda i alguns aliments que es consumeixen inclouen fatayer, hummus bi-tahini, una varietat d'amanides i una truita a l'estil llevantí anomenada ijee.[23]

- 'Hilew — de vegades, després o just abans de l''asha, així com quan acull els convidats, venen diversos dolços. Els baklawa són comuns i normalment es compren a les pastisseries en lloc de fer-lo a casa com el muhallabiyeh.

- Shay wa kahwe — el te i el cafè se serveixen durant tot el dia abans, després i entre iftur, gheda i 'asha.

## Menjar fora de casa

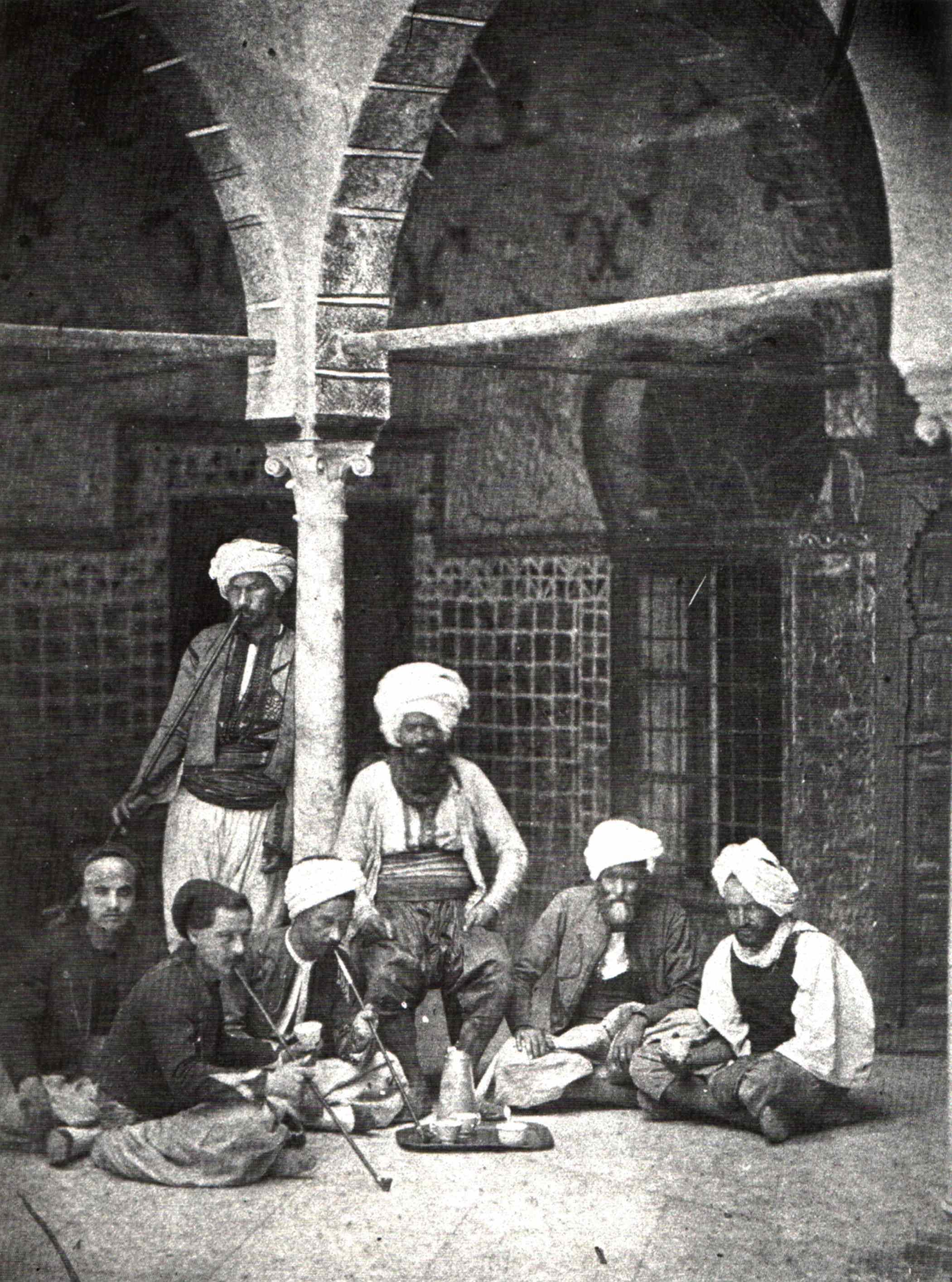
Un maqhah a la Jerusalem otomana, 1858

- Mata'im — ofereix una gran varietat d'aperitius freds coneguts com mezze. En particular, se serveixen hummus bi-tahini, mukhluta, de vegades gairebé una dotzena de variacions d'amanida d'albergínia, tabbouleh, fattoush, amanides de bitxo i col llombarda i plats elaborats pel xef. Les boles de kibbee i la sfiha són els principals aperitius calents disponibles. Els restaurants rarament ofereixen menjars pesats, però els entrants inclouen shish kebab, shish taouk, costelles de xai i pit de pollastre.[27]

- Al-Maqhah — serveix begudes calentes i refrescos i normalment estan restringits als clients masculins, que participen en activitats lúdiques com jugar a cartes o al backgammon i fumar narguila.[27]

- Mahal 'hilewayet — es troben als socs de les ciutats i als pobles principals, ofereixen una àmplia gamma de dolços comuns amb els palestins, com ara kanafeh, baklawa i galetes amb gust d'anís. Les botigues de gestió familiar solen servir almenys un tipus de dolços fet per ells mateixos.[28]

- Mahal falafel[29] — botigues d'entrepans que ofereixen principalment falàfel i shawarma amb diversos continguts diferents.[30]

## Begudes

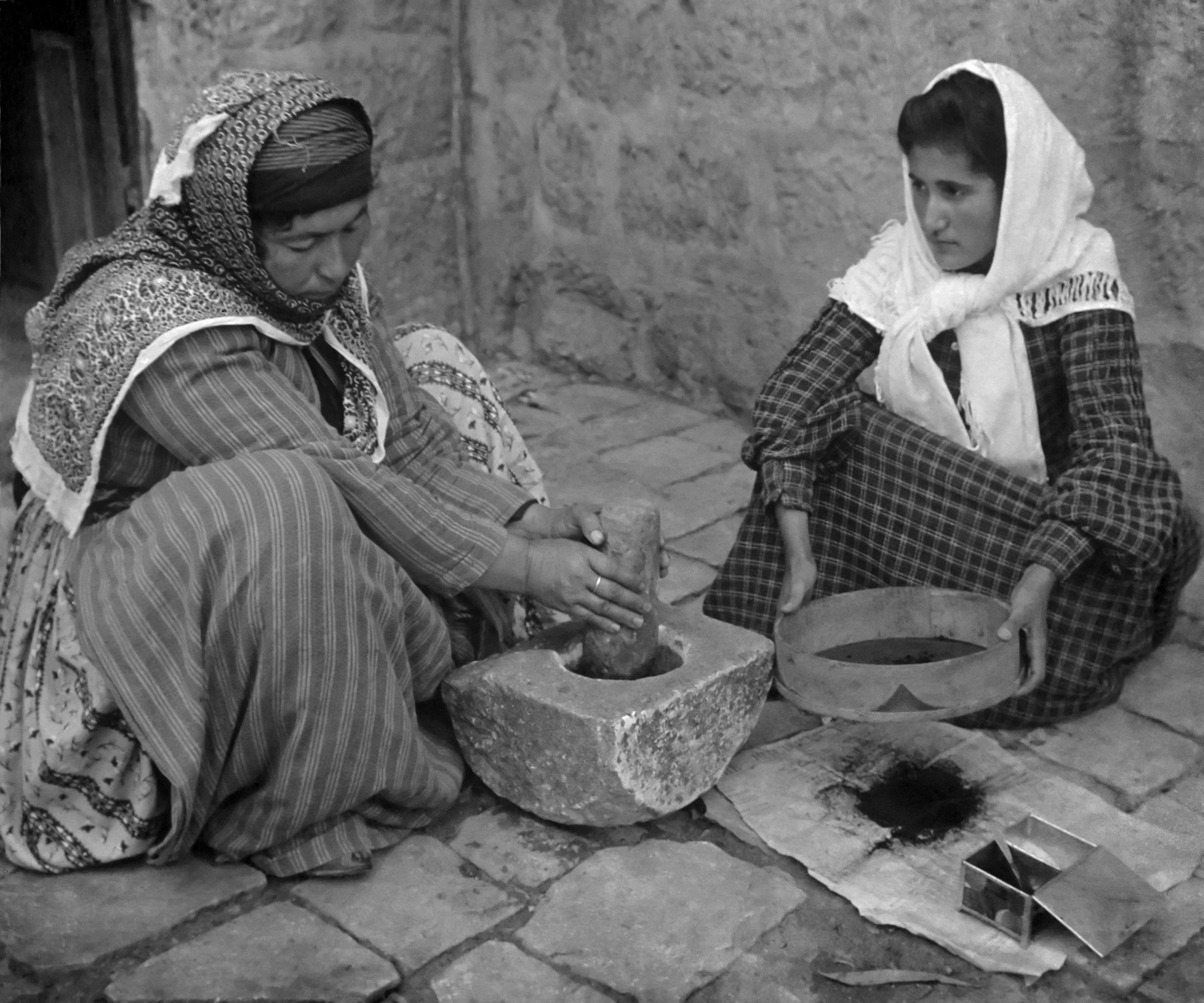
Dones palestines molent cafè, 1905

Hi ha dues begudes calentes que consumeixen els palestins: el cafè se serveix al matí i durant tot el dia, mentre que el te es pren al vespre. El te sol ser aromatitzat amb na'ana (menta) o maramiyyeh (sàlvia). El cafè escollit sol ser cafè turc o àrab. El cafè àrab no està ensucrat però està condimentat amb cardamom. Els sucs de fruites casolans també són una beguda domèstica habitual durant els dies càlids i durant el Ramadà, el mes sagrat del dejuni dels musulmans. Una beguda calenta feta de llet ensucrada amb salep guarnida amb nous, flocs de coco i canyella, es coneix com sahlab i se serveix principalment durant la temporada d'hivern.
Un licor molt consumit pels cristians palestins i molts musulmans menys estrictes és l'arak. L'arak és una beguda alcohòlica clara amb gust d'anís que es barreja amb aigua per suavitzar-la i donar-li un color blanc cremós. Es consumeix durant ocasions especials com festivitats, casaments i reunions o amb els mezze. La cervesa també és una beguda consumida i la ciutat palestina de Taybeh, al centre de Cisjordània, conté l'única fàbrica de cervesa dels territoris palestins. A més de la cervesa normal, la cerveseria produeix cervesa sense alcohol per als musulmans conservadors. Els refrescos també són habituals a les cases palestines i la ciutat de Ramal·lah conté una planta embotelladora de Coca-Cola, mentre que Gaza, Hebron i Nablus tenen centres de distribució.

## Cuina de festes
Hi ha una gran diferència entre els plats palestins que es mengen diàriament en comparació amb els reservats per a les festes, que inclouen ocasions familiars i religioses tant per a musulmans com per a cristians.

### Ramadà
En el passat, durant el mes de dejuni del Ramadà, el musaher d'una ciutat cridava i tocava el seu tambor per despertar els residents de la ciutat per al suhoor (lit. "de l'alba"), normalment molt d'hora al matí, entre les 4 i les 6 h. Els àpats que es mengen durant aquesta estona són lleugers i els aliments inclouen labeneh, formatge, pa i ous ferrats o bullits juntament amb diversos líquids per beure. La crida del muetzí a les oracions de l'alba assenyalava l'inici del sawm o dejuni.
Trencar el dejuni del dia tradicionalment comença amb el consum breu de dàtils i una beguda refrigerada. Els palestins fan una varietat de begudes a base de fruites, incloent els sabors tamar hindi o tamarinde, sous o regalèssia, kharroub o garrofa i qamar eddine. El tamar hindi s'elabora remullant tamarindes en aigua durant moltes hores, després colant-los, endolcint-los i barrejant-los amb aigua de roses i suc de llimona. El kharroub es fa de la mateixa manera, excepte que en lloc de tamarinde s'utilitza garrofa. El qamar eddine està fet d'albercocs secs bullits en un líquid i refrigerats.
El terme iftar té un significat diferent en el Ramadà, on s'utilitza per descriure la "ruptura del dejuni", a diferència del seu significat comú d'esmorzar al matí. L'iftar comença amb sopa, ja sigui feta de llenties, verdures o freekeh. La sopa de freekeh està feta de blat verd i trencat cuinat amb brou de pollastre. Hi ha una gran varietat de menjars que se serveixen durant l'iftar, que van des de petits plats o bols, plats a base de verdures o saniyyehs (plats grans o safates) d'una carn determinada. Els plats petits comuns a la taula del sopar són la bamia, un nom per a l'ocra en pasta de tomàquet); el mloukhiyeh, un guisat de corchorus; o el maqali, una varietat de tomàquets, albergínies, patates, pebrots i carbassons fregits. El pilaf o el freekeh normal se serveixen normalment al costat de la carn del sopar. Cada llar prepara aliments addicionals per proveir als seus veïns i als menys afortunats, que han de rebre una versió igual dels aliments que es mengen a casa.

### Dolços de festes

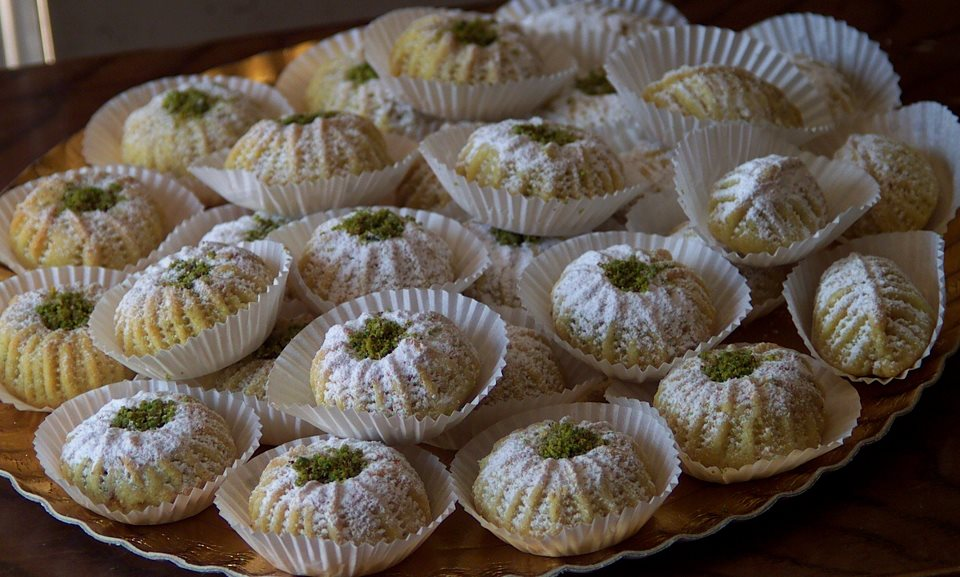
Ka'ak d'estil palestí amb ma'amoul

Unes postres palestines habituals reservades només per al Ramadà són el qatayef, que podria ser proporcionat pels nombrosos venedors ambulants de les diverses ciutats o pobles palestins importants, així com per les llars típiques palestines. Qatayef és el nom general de les postres en conjunt, però més concretament, el nom de la massa que fa de base. El resultat de l'abocament de la massa en una placa calenta rodona s'assembla als pancakes, excepte que només es cou un costat i després es doblega. La pasta està farcida de formatge de cabra sense sal o de nous moltes i canyella. Després es cou al forn i se serveix amb un xarop d'aigua de sucre calent o de vegades amb mel.
La ka'ak bi 'ajwa és una pasta de tipus shortbread de sèmola farcida de dàtils molts anomenats 'ajwa o de nous. Les postres són un àpat tradicional per als cristians durant la Pasqua, però el ka'ak bi ajwa també es prepara cap al final del Ramadà, per menjar-se durant l'Eid al-Fitr, una festa musulmana immediatament posterior al Ramadà, així com durant l'Eid al-Adha. Durant el Mawlid, la festa en honor al naixement del profeta islàmic Mahoma, se serveix zalabieh, que consisteix en boles de massa fregides i cruixents submergides en almívar. La massa està feta amb farina, llevat i aigua.
Es prepara un púding especial anomenat mughli per als nounats. Les postres estan fetes d'arròs molt, sucre i una barreja d'espècies, guarnides amb ametlles, pinyons i nous. La dent nova d'un nadó se celebra amb bols de blat o ordi ensucrat i els dolços que se serveixen després de la circumcisió d'un nen inclouen baklava i burma. Les famílies cristianes de dol serveixen un pa dolç conegut com a rahmeh. És un aliment que es menja en record dels difunts i com a gest de benedicció de l'ànima del difunt. L'Església Ortodoxa Grega ofereix una safata especial amb blat cuit cobert de sucre i dolços després d'un servei commemoratiu.